# Дукум
Дукум е предполагаемият брат на Крум, който се възкачва на престола след смъртта му, но бива убит. След него трона заемат Диценг и Цог, но и двамата умират по неясни причини. В края на 814 г. владетел на България става хан Омуртаг, като така се слага край на настъпилата криза. Не се знае кой или какво ги е убило, затова не се изключва никоя хипотеза, включително и зад това да стои самият Омуртаг.
В научната литература, а оттам и в учебници, справочници, енциклопедии и т. н. се налага тезата, че хан Крум е наследен директно от своя син Омуртаг. През XIX - нач. на XX век редица учени, вкл. акад. Константин Иречек, смятат обратното - че между двамата прочути владетели, макар и за кратко, управляват двама и дори трима владетели на България. В крайна сметка се налага виждането, че става дума за военачалници, възприето погрешно от византийските автори като владетели на България.
Анализирайки оскъдната информация в историческите извори, проф. Веселин Бешевлиев отново издигна идеята за „междинните“ владетели - Дукум (най-голям син на Крум или по-вероятно негов брат) и Диценг/Дицевг. Тази постановка е възприета и отчасти доразвита от проф. Пламен Павлов в книгата „Династията на Крум“ (2019 г.). Павлов пише: „Макар да са по-късни, източниците, в които се разказва за наследниците на Крум (сред тях е и „Менология на император Василий II“), са свързани с Цариградската патриаршия и императорската канцелария. По всичко изглежда, че Крум е имал само един брат, може би дори по-голям като възраст от самия него (?), и това с почти пълна сигурност е именно Дукум. Неговите военни заслуги са изтъкнати от самия Крум в известния Хамбарлийски надпис. На свой ред хронистът Теофан споменава Крумовия брат като пръв помощник на владетеля във войните с Византия. За съжаление името на загадъчния за нас брат не е посочено, тъй като очевидно е било широко известно“ и „При положение, че Крум умира изненадващо на около 35-40 годишна възраст, когато синът му Омуртаг е бил твърде млад, обяснимо е идването на власт на брата на владетеля - човек със солиден политически и военен опит. Разбира се, не е изключено Дукум да е бил регент и съвладетел на Омуртаг, но върховната власт е била в неговите ръце. Съдбата не се оказва никак благосклонна към Дукум, който царува за не повече от месец - два и неочаквано умира“.